# 互応化学工業
互応化学工業株式会社（ごおうかがくこうぎょう、英語: GOO CHEMICAL CO.,LTD. ）は、京都府宇治市に本社を置く、繊維用油剤・糊剤、電子産業用樹脂、化粧品樹脂などの製造・販売を手掛ける企業。
2012年からは海外での化粧品原料事業の展開にも力を入れている。

## 沿革
- 1953年11月16日 - 京都市伏見区に互応化学工業株式会社を設立。
- 1967年6月 - 本社及び工場を京都府宇治市に移転。
- 1983年2月 - 子会社として互応運輸株式会社（現:連結子会社、1993年1月に互応物流株式会社へ社名変更）を京都府宇治市に設立。
- 1992年5月 - インドネシアに合弁会社P.T. GOO INDONESIA CHEMICALを設立。
- 1996年11月 - 京都証券取引所に株式を上場。
- 1998年2月 - P.T. GOO INDONESIA CHEMICAL を子会社化。
- 2001年3月 - 大阪証券取引所第二部に上場。
- 2004年11月 - サモアのGOOD ADVANCE GROUP CO., LTD. へ出資。
- 2005年10月 - 台湾の永勝泰科技股分有限公司の株式を取得。
- 2007年1月 - GOOD ADVANCE GROUP CO., LTD. の株式を永勝泰科技股分有限公司へ売却。
- 2012年11月 - 永勝泰科技股分有限公司の株式の一部を売却。
- 2013年7月 - 東京証券取引所と大証の現物株式市場の統合により東証2部に上場。
- 2022年1月 - 東京営業所を閉鎖。
- 2022年2月 - MCPパートナーズ系列のGCホールディングス株式会社を通じて全株式を経営陣が取得するマネジメント・バイアウトを実施すると発表[2]。
- 2022年3月 - GCホールディングス株式会社が、株式公開買付け及び互応産業株式会社の株式取得を行い、議決権所有割合ベースで間接出資含め97.43%の株式を取得[3]。
- 2022年4月 - 上場廃止。株式売渡請求により、GCホールディングス株式会社が間接出資含め全株式を取得[4]。